# Rewind Forward
Rewind Forward ist die vierte EP von Ringo Starr nach der Trennung der Beatles. Sie wurde am 13. Oktober 2023 in Großbritannien, Deutschland und den USA veröffentlicht.

## Entstehungsgeschichte
Ringo Starr beschloss nach der Fertigstellung seines Albums What’s My Name (2019) zukünftig nur noch EPs aufzunehmen. Starr sagte dazu: „"Ich liebe EPs, seit sie in den 60ern erschienen sind. Und dann hörte ich, dass die Kids EPs machen und dachte: 'Das ist gut!'“
Seit den Aufnahmen zu seinem Studioalbum Y Not, so auch bei der EP Rewind Forward, ist Bruce Sugar Co-Produzent. Die exakten Aufnahmezeiten der vier Lieder sind nicht dokumentiert. Die Einspielungen der Musiker erfolgten je nach zeitlicher Verfügbarkeit der einzelnen Künstler.
Zum Titel Rewind Forward (deutsch: Vorwärts zurückspulen) sagte Starr: „Rewind Forward war etwas, das ich aus heiterem Himmel gesagt habe. Es ist nur eine dieser Zeilen wie 'A Hard Day's Night'. Es kam einfach zu mir. Aber es macht nicht wirklich Sinn... Ich habe versucht, es mir selbst zu erklären, und das Beste, was ich Dir darüber sagen kann, was es bedeutet, ist: Manchmal, wenn man vorwärts gehen will, muss man zuerst zurückgehen.“
Wie bei den Vorgänger-EPs waren an dieser EP erneut prominente Musiker beteiligt. Es wirkten neben Paul McCartney unter anderem Mike Campbell, Joseph Williams, Joe Walsh, Benmont Tench und Steve Lukather mit.
Drei der vier Studioaufnahmen erfolgten, wie bei den Vorgängeralben/EPs in dem Rocca Bella Studio, das sich in einem Gästehaus von Ringo Starr in Los Angeles befindet. Die Basictracks von Feeling the Sunlight wurden in Paul McCartneys Studio eingespielt. Laut Ringo Starr kommunizieren er und Paul McCartney öfters über Facetime und so stellte er auch eine Anfrage über einen neuen Song, den McCartney vollständig aufnahm, Ringo Starr spielte den Schlagzeugpart aber neu ein. Ebenfalls bat Starr auch die ehemaligen Mitglieder der Gruppe Tom Petty & the Heartbreakers Mike Campbell und Benmont Tench einen Song (Miss Jean) für ihn zu schreiben. Wie schon bei den Vorgänger-EPs Change the World und EP3 steuerten wiederum Steve Lukather und Joseph Williams ein Lied (Shadows on the Wall) bei.
Rewind Forward ist das zehnte Album/EP von Ringo Starr, das bei Universal erschien.

## Covergestaltung
Das Cover entwarf Josh Graham und die Firma Suspended in the Light. Der CD liegt ein aufklappbares achtseitiges Begleitheft bei, das Informationen zum Album enthält. Das Coverfotos stammen von Scott Ritchie.

## Titelliste
1. Shadows on the Wall (Steve Lukather/Joseph Williams) – 3:30
2. Feeling the Sunlight (Paul McCartney) – 3:06
3. Rewind Forward (Richard Starkey a/Bruce Sugar) – 3:30
4. Miss Jean (Mike Campbell / Benmont Tench) – 4:44

## Singleauskopplungen
Als Singleauskopplung erschien am 25. August 2023 Rewind Forward. Am 25. August wurde auch das Lyric-Musikvideo zu Rewind Forward veröffentlicht.

## Chartplatzierungen
| ChartsChartplatzierungen | Höchstplatzierung | Wochen |
| ------------------------ | ----------------- | ------ |
| Österreich (Ö3)          | 64 (1 Wo.)        | 1      |
| Schweiz (IFPI)           | 35 (1 Wo.)        | 1      |

Die EP Rewind Forward erreichte in Japan Platz 67 der Album-Charts.

## Sonstiges
Eine Veröffentlichung als LP im 10″-Format und Musikkassette erfolgte ebenfalls am 13. Oktober 2023.